# Aesculus turbinata
Pour les articles homonymes, voir Marronnier (homonymie).
Espèce
Classification APG III (2009)
Le marronnier du Japon est une des espèces d'arbres de la famille des Hippocastanacées. Ce sont des arbres d'alignement ou d'ornement répandus dans les parcs publics et le long des avenues dans l'hémisphère nord.

## Étymologie
Nom scientifique binomial :
- Le nom générique[a], Aesculus  désigne en latin un type de chêne[1], et a été attribué par Carl von Linné en 1753.
- L'épithète spécifique[b], turbinata, signifie « de forme conique » en latin[2].

## Description
C'est un grand et bel arbre d’ornement qui peut dépasser les 200 ans et mesurer jusqu'à 30 mètres, à grandes feuilles opposées, palmées à sept folioles.
Cet arbre peut atteindre jusqu'à 30 m de hauteur.

## Utilisation
Arbre forestier vrai, il ne nécessite ni taille ni entretien particulier, mais il supporte des tailles parfois dures. Il rejette à partir des souches, souvent sans survivre. Il est jugé résistant sur les sols qui lui conviennent (plutôt acides) mais plus sensible à la pollution urbaine et à la déshydratation que le platane.
Le marron d'Inde contient de l’amidon, des saponines (aescine) et surtout des glucosides (aesculine, fraxine), qui le rendent toxique. Il n'est donc pas recommandé de le donner à manger au bétail, bien que cela ait été fait dans le passé pour les chevaux et bovins.[pas clair]

## Menaces
Les marronniers, urbains notamment, sont parfois attaqués par des insectes, cochenilles, virus, bactérie (chancre du marronnier) et/ou champignons (dont Phytophtora et Guignardia aesculi (qui cause des taches brun rougeâtre bordées de jaune sur le feuillage).
Ces pathogènes semblent se développer plus facilement sur les arbres dont le système racinaire est contraint, et chez des arbres exposés aux stress dus à la pollution ou aux modifications anthropiques locales et globales du climat (respectivement perturbation du couple thermohygrométrique en ville, et hivers doux et été chauds et secs en zone tempérée).